# Canton de Grand-Couronne
Le canton de Grand-Couronne est une ancienne division administrative française située dans le département de la Seine-Maritime et la région Haute-Normandie.

## Géographie
Ce canton était organisé autour de Grand-Couronne dans l'arrondissement de Rouen. Son altitude variait de 1 m (Le Grand-Quevilly) à 139 m (Grand-Couronne) pour une altitude moyenne de 18 m.

## Histoire
- De 1833 à 1848, le canton de Rouen-6 et celui de Grand-Couronne avaient le même conseiller général. Le nombre de conseillers généraux était limité à 30 par département.
- En 1982, les communes du Grand-Quevilly et du Petit-Quevilly ont été retirées du canton pour former respectivement les canton de Grand-Quevilly et canton de Petit-Quevilly.

## Administration

### Conseillers généraux de 1833 à 2015
| Période   | Période          | Identité                     | Étiquette                | Qualité |
| --------- | ---------------- | ---------------------------- | ------------------------ | --- |
| 1833      | 1841 (démission) | Antoine Sevène (1795-1845)   |                          | Commerçant, conseiller municipal de Rouen |
| 1841      | 1848             | Frédéric Prat                |                          | Adjoint au maire de Rouen |
| 1848      | 1852             | Édouard Turgis               |                          | Propriétaire, maire d'Oissel |
| 1852      | 1861             | Charles Thorel               |                          | Négociant à Rouen |
| août 1861 | octobre 1871     | Pierre-Édouard Turgis        |                          | Manufacturier à Elbeuf Maire d'Oissel (1867-1885) |
| 1871      | 1876             | Pierre Pascal Eugène Manchon | Républicain              | Avocat à Paris |
| 1876      | 1892             | Edmond Laporte               | Républicain              | Inspecteur divisionnaire du travail des enfants dans les manufactures de la Seine Propriétaire à Grand-Couronne, conseiller d'arrondissement Élu en 1892 dans le Canton de Sotteville-lès-Rouen                                |
| 1892      | 1904 (décès)     | François-Xavier Knieder      | Républicain Progressiste | Industriel au Petit-Quevilly Président du Conseil général (1900-1904) Président de l'exposition nationale et coloniale de Rouen (1896)                                                                                         |
| 1904      | 1907             | Édouard Durand               | Républicain Progressiste | Maire du Grand-Quevilly (1899-1904) |
| 1907      | 1919             | A. Picot                     | Républicain Progressiste | Employé à la perception puis clerc de notaire Adjoint au Maire de Grand-Couronne |
| 1919      | 1925             | Paul Bazin                   | SFIO puis SFIC           | Quincaillier et logeur en garnis puis tourneur sur bois Maire du Petit-Quevilly (1919-1921) |
| 1925      | 1931             | Maurice Hergault             | Républicain              | Maire de Moulineaux |
| 1931      | 1937             | René Rongier                 | Rad.                     | Comptable au Petit-Quevilly |
| 1937      | 1940             | Lucien Vallée                | SFIC                     | Ouvrier des produits chimiques |
| 1945      | 1951             | Tony Larue                   | SFIO                     | Expert-comptable Maire du Grand-Quevilly (1935-1995) |
| 1951      | 1964             | Martial Spinneweber          | PCF                      | Cheminot-métreur Maire du Petit-Quevilly (1945-1967) |
| 1964      | 1982             | Tony Larue                   | SFIO puis PS             | Député (1956-1977) Sénateur (1977-1995) Maire du Grand-Quevilly (1935-1995) |
| 1982      | 1985             | Catherine Duchemin           | PS                       | Maire de Moulineaux (2001-2007) Conseillère régionale de Haute-Normandie |
| 1985      | 2000 (démission) | Marc Massion                 | PS                       | Inspecteur général des PTT Député (1981-1986) Sénateur (1995-2013) Maire du Grand-Quevilly depuis 2000 |
| 2000      | 2002 (démission) | Laurent Fabius               | PS                       | Ancien Maître des requêtes au Conseil d’État Député (1978-2016) Maire du Grand-Quevilly (1995-2000) Ministre (1981-1984 et 2000-2002) Premier Ministre (1984-1986) Président de l'Assemblée nationale (1988-1992 et 1997-2000) |
| 2002      | 2015             | Dominique Randon             | PS                       | Chef d'entreprise Maire de Petit-Couronne depuis 2008 |

### Conseillers d'arrondissement (de 1833 à 1940)
| Période                                  | Période      | Identité                                                             | Étiquette                | Qualité |
| ---------------------------------------- | ------------ | -------------------------------------------------------------------- | ------------------------ | --- |
| 1833                                     | 1839         | Pierre Augustin Duclos                                               |                          | Maitre de poste, marchand de bois, maire de Grand-Couronne (1830-1848)                                          |
| 1839                                     | 1845         | Germain Delamare                                                     |                          | |
| 1845                                     | 1848         | M. Lemoine                                                           |                          | Maire de Sotteville (1835-1848)                                                                                 |
| 1848                                     | 1850 (décès) | Marquis Marie Jacques Armand Henri Guyon de Guercheville (1820-1850) |                          | Propriétaire à Saint-Étienne-du-Rouvray                                                                         |
| 1850                                     | 1871         | Victor Bertel                                                        | Bonapartiste             | Manufacturier, maire de Sotteville (1851-1876)                                                                  |
| 1871                                     | 1874         | M. Leseigneur                                                        |                          | |
| 1874                                     | 1876         | Edmond Laporte                                                       | Républicain              | Inspecteur divisionnaire du travail des enfants dans les manufactures de la Seine Propriétaire à Grand-Couronne |
| 1876                                     | 1880         |                                                                      |                          | |
| 1880                                     | 1892         | Yves-Hyacinthe Ménagé                                                | Républicain radical      | Comptable, maire de Sotteville-lès-Rouen (1879-1886)                                                            |
| 1892                                     | 1898         | Amédée Lefebvre                                                      | Républicain              | Maire de Grand-Couronne (1892-1896)                                                                             |
| 1898                                     | 1904         | Louis Magalon                                                        | Républicain              | Médecin à La Bouille                                                                                            |
| 1904                                     | 1919         | M. Léonard                                                           | Républicain progressiste | |
| 1919                                     | 1928         | Albert Chevalier                                                     | SFIO puis PC-SFIC        | Cultivateur, adjoint au maire du Petit-Quevilly                                                                 |
| 1928                                     | 1940         | Amable Lozai                                                         | PRS                      | Industriel, maire du Petit-Quevilly                                                                             |
| 1940                                     |              |                                                                      |                          | Les conseils d'arrondissement ont été suspendus par la loi du 12 octobre 1940 et n'ont jamais été réactivés     |
| Les données manquantes sont à compléter. |              |                                                                      |                          | |

## Composition
Le canton de Grand-Couronne regroupait 8 communes et comptait 22 779 habitants (recensement de 1999 sans doubles comptes).
| Communes                   | Population (2012) | Code postal | Code Insee |
| -------------------------- | ----------------- | ----------- | ---------- |
| La Bouille                 | 791               | 76530       | 76131      |
| Grand-Couronne             | 9 442             | 76530       | 76319      |
| Hautot-sur-Seine           | 352               | 76113       | 76350      |
| Moulineaux                 | 890               | 76530       | 76457      |
| Petit-Couronne             | 8 621             | 76650       | 76497      |
| Sahurs                     | 1 120             | 76113       | 76550      |
| Saint-Pierre-de-Manneville | 774               | 76113       | 76634      |
| Val-de-la-Haye             | 789               | 76380       | 76717      |

## Démographie
| 1793  | 1866  | 1876  | 1886  | 1962   | 1968   | 1975   |
| ----- | ----- | ----- | ----- | ------ | ------ | ------ |
| 6 666 | 5 166 | 4 708 | 4 741 | 13 140 | 15 262 | 17 250 |

| 1982   | 1990   | 1999   | 2006   | 2007   | 2008   | 2009   |
| ------ | ------ | ------ | ------ | ------ | ------ | ------ |
| 19 634 | 22 469 | 22 779 | 22 857 | 23 370 | 23 414 | 23 536 |

| 2010   | 2011   | 2012   | 2013   | 2014   | - | - |
| ------ | ------ | ------ | ------ | ------ | - | - |
| 23 711 | 23 867 | 24 012 | 23 963 | 23 702 | - | - |

Chiffres ne comprenant pas ceux de la fraction du Grand-Quevilly.